# Hello Hurray
Hello Hurray, ook wel geschreven als Hello Hooray, is een liedje waarmee glamrockartiest Alice Cooper in 1973 een hit had. De Canadese zanger Rolf Kempf schreef het in 1968 en Judy Collins nam het in dat jaar voor het eerst op.

## Achtergrond
De uit Toronto afkomstige folkzanger Rolf Kempf bleef in 1968 na een tournee achter in Los Angeles. Zijn gitaar was gestolen en zijn band keerde zonder hem terug naar Canada. Hij woonde in Laurel Canyon, een buurt waar veel muzikanten en kunstenaars uit de hippiecultuur leefden. Hier schreef hij het liedje Hello Hurray. Kempf verklaarde later dat hij zich liet inspireren door "het concept van zelfvernieuwing en heruitvinding om [zich] door een frustrerende periode van [zijn] leven te helpen". Judy Collins woonde indertijd ook in Laurel Canyon. Ze werkte aan een nieuw album toen ze Kempf ontmoette en zijn liedje hoorde. Ze nam het op voor haar album Who Knows Where the Time Goes, dat in november 1968 werd uitgegeven.
Alice Cooper leerde "Hello Hooray" kennen via zijn producer, Bob Ezrin, die Kempf op een feestje in Toronto had ontmoet. Cooper nam het op voor zijn album Billion Dollar Babies. Hij gebruikte het liedje — waarvan de tekst met de kreten "Hello! Hurray! Let the show begin. I've been ready." begint — als openingsnummer van de elpee en ook tijdens zijn tournee bracht hij het vaak als eerste ten gehore. Warner Bros. Records bracht de single begin 1973 uit, met op de B-kant Generation Landslide. De single piekte in Nederland en het Verenigd Koninkrijk op de zesde plaats in de hitlijsten.

## Hitnoteringen
| Hitlijst            | Hoogste notering |
| ------------------- | ---------------- |
| Australië           | 95               |
| België (Vlaanderen) | 19               |
| Duitsland           | 13               |
| Ierland             | 14               |
| Nederland           | 6                |
| Oostenrijk          | 16               |
| Verenigd Koninkrijk | 6                |
| Verenigde Staten    | 35               |

### NPO Radio 2 Top 2000
| Nummer met noteringen in de NPO Radio 2 Top 2000 | '00  | '01 | '02  | '03  | '04  | '05  | '06  | '07  | '08  | '09  | '10  |
| ------------------------------------------------ | ---- | --- | ---- | ---- | ---- | ---- | ---- | ---- | ---- | ---- | ---- |
| Hello Hurray                                     | 1322 | -   | 1445 | 1374 | 1218 | 1494 | 1561 | 1480 | 1466 | 1975 | 1833 |

1. ↑  Een '-' betekent dat het nummer niet was genoteerd en een vetgedrukt getal geeft de hoogste notering aan.
2. ↑  2000 was het eerste jaar met een notering voor dit nummer.
3. ↑  Deze tabel is bijgewerkt tot en met de laatste editie (2024).